# Francesc Valls-Calzada
Francesc Valls-Calçada (o Francesc Valls-Calzada) es un periodista y escritor español nacido en Santa Coloma de Queralt en 1956.
Comenzó a escribir en los años setenta y a publicar, narrativa, en los ochenta. Como periodista ha trabajado en prensa escrita. Fue el primer columnista en catalán del Diario Español, que después sería Diari de Tarragona, haciendo un artículo diario de contraportada durante casi dos años. Ha colaborado en las siguientes revistas y periódicos: La Segarra, Nou Diari, Catalunya Sud, Set Dies (El Observador), El Punt, El Temps, Tzara, TGN, Tarragona Municipal, Públics, Entitats. Ha hecho televisión: Tarraco visió - Televisió de Tarragona (presentando telediarios durante dos años). Colaborador del programa de TV Temps de Cuina, producido por Canal Camp. Colaborador del programa de TV Actualitat Viva, producido por Deltamedia a Canal 50 de Sabadell, emitido en la red de TV locales con unas 60 emisoras (Consorci Local i Comarcal DE COMUNICACIÓ).
Ha sido director de una emisora de radio (Tarragona Ràdio) y gerente de una empresa de comunicación. Dirigió los Premis Literaris de la ciudad de Tarragona entre 1996 y 2001. De algunos de sus poemas se han hecho vídeolits (creación literaria audiovisual) o han sido musicados.
Entre otros premios, ha obtenido el 20 º Premi de Poesia Comas i Maduell de la ciudad de Tarragona.

## Obra
- Estic morta, saps? Novela. Editorial La Rambla, a cuatro manos con Carles Pastrana, con prólogo de Maria Aurèlia Capmany. 1983
- Els conillets Afamats Novela Editorial El Llamp 1987
- Tot és lleuger Poesia Silva Editors 2003. Con ilustraciones de Pere Joan Salas.}
- Nissaga dels Ningú Poesia con Arola Editors, 2004. Prólogo Olga Xirinacs. El realizador Josep Mª Pagès hizo una pel·lícula con voz de Susan Buzzi.
- Com qui cus la gavardina de la Mort. Silva editors, 2004 . Con ilustraciones de Pere Español.
- L'aigua parlava Novela Arola Editors 2006
- Shalom Tarragona Ensayo periodístico sobre el pasado judío en Cataluña y Tarragona. Edición catalán y hebreo. Arola editors. 2007
- Lluna Blava Poemario+CD con ilustraciones de Richard White i musica de Xavier Pie. (2009, Arola Editors) Clip promocional
- Àlbum d'oblits (O la filera que ens mena vers el cingle) Poesia. Cossetania Edicions (2010)
- El domador de puces Narrativa. Arola Editors (2011)
- La Pell de Déu Narrativa. Arola Editors (2013)
- Cent dòlars i una cabra Narrativa. Arola Editors (2015)
- Un regal pel Führer... Narrativa. Arola Editors (2017).

Ha publicado relatos en numerosos libros colectivos: Epsilon, 10 Narradors (Ed. El Mèdol), El país dels Calçots (Ed. Folch-Genius & Co.) Anys i anys (Ed. El Mèdol), La ciutat pels carrers. 27 mirades sobre Tarragona (llibreria La Capona), Salou pretext (Ed. Meteora).
Autor de la letra del himno Keressus, musicado por M. Valentín Miserachs director del Pontificio Instituto de Música Sacra de Roma. Interpretada por el Orfeón de Santa Coloma de Queralt.